# Lihme
Lihme ist eine dänische Ortschaft mit 260 Einwohnern (Stand 1. Januar 2023). Die Ortschaft liegt im gleichnamigen Kirchspiel (Lihme Sogn), das bis 1970 zur Harde Rødding Herred im damaligen Viborg Amt gehörte. Mit der Auflösung der Hardenstruktur wurde das Kirchspiel in die Kommune Spøttrup aufgenommen, die Kommune wiederum ging mit der Kommunalreform zum 1. Januar 2007 mit anderen Kommunen in der Kommune Viborg auf, die zur Region Midtjylland gehört.
Lihme befindet sich 19 km westlich von Skive.